# Wybory do Parlamentu Europejskiego w Niemczech w 1989 roku
Wybory do Parlamentu Europejskiego w Niemczech w 1989 roku zostały przeprowadzone 18 czerwca 1989. Do zdobycia było 81 mandatów, o które ubiegało się 6 partii politycznych.
| Nazwa Partii                            | Liczba głosów % | Liczba mandatów | Zmiana liczby mandatów |
| --------------------------------------- | --------------- | --------------- | ---------------------- |
| Socjaldemokratyczna Partia Niemiec      | 37,32%          | 31              | -2                     |
| Unia Chrześcijańsko-Demokratyczna       | 29,54%          | 25              | -9                     |
| Związek 90/Zieloni                      | 8,45%           | 8               | +1                     |
| Unia Chrześcijańsko-Społeczna w Bawarii | 8,25%           | 7               | -                      |
| Republikanie                            | 7,12%           | 6               | +6                     |
| Wolna Partia Demokratyczna              | 5,59%           | 4               | +4                     |
| Suma                                    | 100%            | 81              | -                      |